# Madách Amatőr Színház
A nagybecskereki Madách Amatőr Színház magyar nyelven játszó szerbiai színház. Két színházi évadban hivatásos színházként, a nagybecskereki Toša Jovanović Népszínház magyar társulataként működött.

## Története
1952-ben alapították, a nagybecskereki Petőfi Művelődési Egyesület színtársulatából nőtte ki magát. Első bemutatója, Bródy Sándor Tanítónő című darabjának előadása 1952. október 15-én volt. A színtársulat sikereit a városi vezetés is felismerte és 1953-ban hivatásos színházzá tették. Az anyagiak hiányára hivatkozva 1954-ben megszüntették. Azóta ismételten amatőr színházként működik a mai napig. 2002-ben fennállásának ötvenéves jubileuma alkalmából A tanítónőtől a tanítónőig címmel átfogó monográfia jelent meg a színház történelméről.

## Színpadok
1. Drámai Színpad
2. Operett Színpad
3. Ifjúsági Színpad
4. Irodalmi színpad